# Lil
Lil is een gehucht in de gemeenten Meerhout en Balen, in de Belgische provincie Antwerpen.
Het gehucht is verdeeld over Meerhout-Lil en Hulsen-Lil. De nieuwbouw van het gehucht loopt over in het dorp Hulsen. Ten noorden van Lil is het nog kleinere gehucht Grees, het westelijke deel van de lange straat met dezelfde naam, gelegen.

## Geschiedenis
In het begin 16e eeuw werd de Sint-Elisabetkapel gebouwd, deze werd gewijd de Heilige Elisabeth van Thüringen. In de volksoverlevering zou er in Lil al veel langer kapel hebben gestaan. Dit zou een melaatsenkapel zijn geweest, wier even buiten de oorspronkelijke woonkern was gelegen. Nadat de lepra in de loop van de 14e eeuw als ziekte afnam groeide de kapel uit tot een bedevaartsoord tegen de pest. In 1527 zou dan de huidige kapel worden gebouwd. Deze werd in de 18e eeuw vergroot waarna het de wijkkapel werd van Lil.

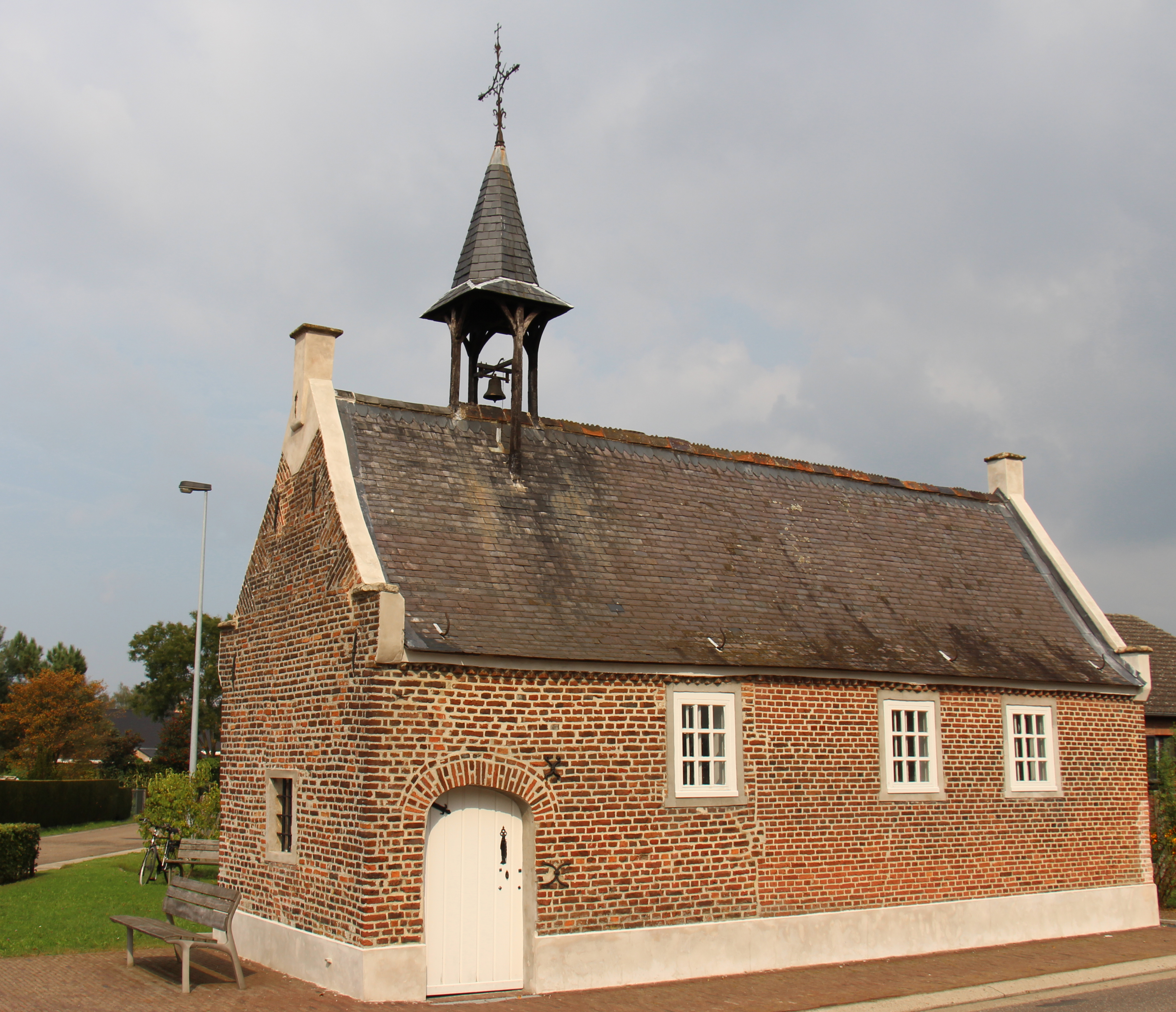
Sint-Elisabethkapel

## Nabijgelegen kernen
Meerhout, Hulsen, Heidehuizen